# 9838 Falz-Fein
9838 Falz-Fein eller 1987 RN7 är en asteroid i huvudbältet som upptäcktes den 4 september 1987 av den sovjetisk-ryska astronomen Ljudmila Zjuravljova vid Krims astrofysiska observatorium på Krim. Den är uppkallad efter Baron Eduard Aleksandrovich von Falz-Fein.
Asteroiden har en diameter på ungefär 13 kilometer.